# 上海科学普及出版社
上海科学普及出版社，是中华人民共和国的一个出版社，位于上海市中山北路832号。

## 概述
1957年创建。1958年曾并入上海科学技术出版社。1986年9月，经出版局批准复社，隶属于上海市科学技术协会。1999年被中宣部和中国科协评为全国科普工作先进集体。主要出版科学普及书籍和上海市科协系统的学术科普资料。2020年4月，根据工商登记数据，上海市科学技术协会将该社100%股权转让给上海国盛集团资产有限公司。